# دیوخار
دیوخار (نام علمی: Lycium barbarum) که آن را سفیدخار یا خفچه نیز گویند، گیاهی است پرخار از خانواده بادنجانیان (نام‌های دیگر: سیب‌زمینیان، سولاناسه). دیوخار انواع وحشی و تزئینی دارد و خاصیت‌های متعدد دارویی آن معروف است. نام کهن این گیاه پیل زهره است که در نزهت نامه علایی آمده است. آسه نیز نام دیگر دیوخار است.
دیوخار درخت یا درختچه ایست خزان پذیر که تا ۴ متر نیز رشد می‌کند. گلدهی از ماه خرداد تا مرداد بوده و رسیدن بذر از ماه مرداد تا مهر انجام می‌پذیرد. گل دوجنسی و گردافشانی به وسیلهٔ حشرات از جمله زنبورها صورت می‌گیرد. این گیاه در خاک رسی، شنی و لومی با زهکش خوب رشد می‌کند، رشد آن در خاک‌های خیلی کم مایه نیز امکان دارد.

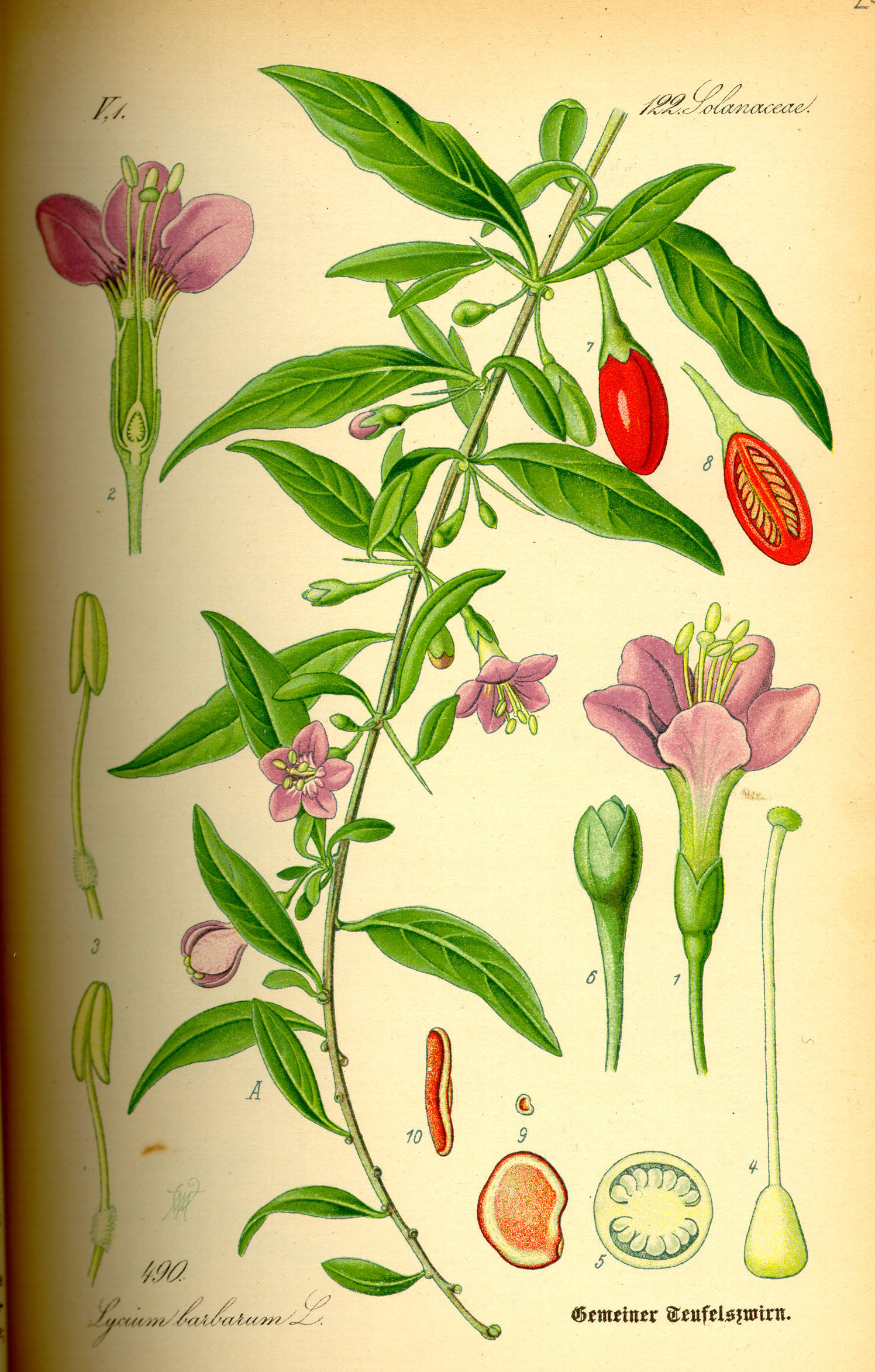
تشریح دیوخار از کتاب گیاه‌شناسی اروپا ۱۸۸۵ میلادی

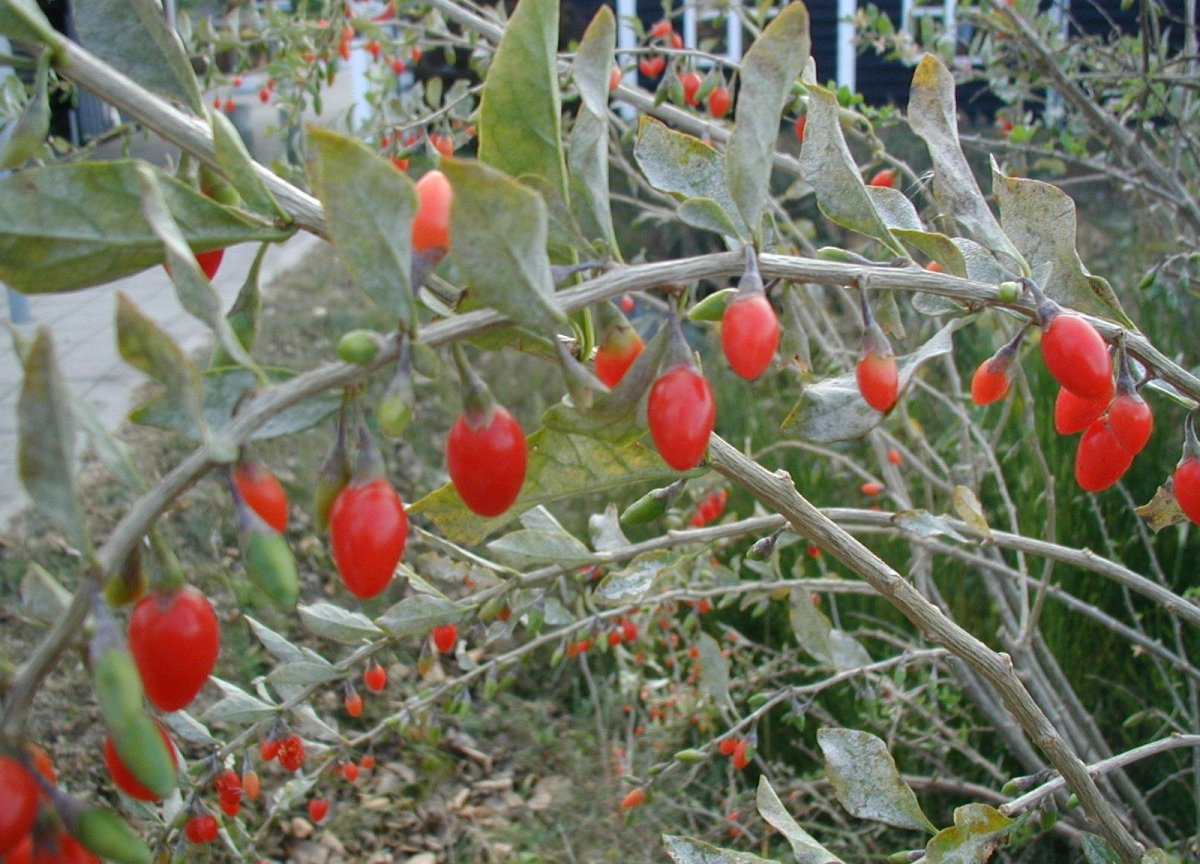
بته دیوخار با میوه‌های رسیده

## زیست گاه
خانه اولیه این گیاه هنوز یافت نشده ولی احتمال این هست که زادگاه آن آسیای شرقی باشد. دیوخار در تمامی نیم‌کره جنوبی یافت می‌شود.
زیستگاه دیو خار در ایران از جمله منطقه ارومیه، جاده سنتو و روستای جیران سفلی است.

## خاصیت‌های دارویی
دیوخار آنتی‌اکسیدان، مدر، مسهل، خواب آور، خلط آور، ضد تشنج و ضد سیاه سرفه معرفی شده.